# Elixir (canção)
"Elixir" é uma canção da cantora brasileira Claudia Leitte com participação do grupo Olodum, lançada em 01 de agosto de 2011. O single tem uma grande mistura de batidas eletrônicas e a percussão no refrão da banda Olodum. Foi lançada em 2013 com single promocional do álbum AXEMUSIC - Ao Vivo.

## Composição e lançamento
Em 31 de julho de 2011 a canção 'vazou' para a internet, porém foi apenas dia 1 de agosto que teve seu lançamento oficial para às rádios. Segundo a Claudia Leitte, a faixa fala sobre conceder a última chance a alguém, amor-próprio e liberdade. Sobre o vazamento a cantora declarou através de sua assessoria de imprensa que ficou chateada pela canção vazar dias antes para a internet, mas logo depois se alegou por ver a boa repercussão, liberando antecipadamente a versão oficial.
| “ | A principio, me chateei. Agora, só espero que meus fãs tenham baixado uma versão com qualidade e que a escutem bem alto para sentirem a pressão do Olodum e meu coração pulsando forte em cada estrofe | ” |

## Promoção
A canção foi apresentada pela primeira ao vivo em 15 de agosto de 2011 durante o show de Claudia Leitte na cidade de Cruzeiro, São Paulo, à pedido dos fãs que entoaram o refrão para incentivar a cantora à apresentar a nova música. No dia seguinte, 16 de agosto, foi apresentada em Lavras, Minas Gerais, e passou a fazer parte da set list da turnê
A canção foi apresentada na tv, oficialmente, pela primeira vez, no programa Caldeirão do Huck, no dia 3 de setembro, sendo um programa especial, trazendo vários artistas para a comemoração do aniversário de Luciano Huck.